# Fernando Spinelli
Fernando kardinaal Spinelli (Napels, 9 november 1728 – Napels, 18 december 1795) was een Italiaans rooms-katholiek kardinaal.

## Biografie
Op 14 februari 1785 werd hij door paus Pius VI verheven tot kardinaal. Op 11 april 1785 werd hij benoemd tot kardinaal-deken van Santa Maria in Aquiro, op 3 augustus 1789 tot kardinaal-deken van Sant'Angelo in Pescheria en op 29 november 1790, vijf jaar voor zijn dood, tot kardinaal-deken van Santa Maria in Cosmedin.